# Quartiere Chiesa Rossa
Il quartiere Chiesa Rossa è un quartiere   di edilizia residenziale pubblica di Milano, posto alla periferia meridionale della città e appartenente al Municipio  5  e al NIL n. 42: "Stadera - Chiesa Rossa - Q.re Torretta - Conca Fallata". 
Prende il nome dalla cosiddetta "Chiesa Rossa", un piccolo edificio religioso posto lungo la strada per Pavia.

## Storia
Il quartiere venne costruito dallo IACP di Milano, con finanziamenti provenienti dal secondo settennio di validità della legge Fanfani.
Il progetto del quartiere venne definito in seguito a un concorso di progettazione, e la costruzione si protrasse dal 1960 al 1966.
Alla progettazione contribuirono gli architetti Cesare Blasi, Vittorio Borachia, Luigi Fratino, Carlo Santi, Vittorio Gandolfi, Mario Morini, Mauro Ravegnani, Antonello Vincenti e Aldo Putelli.

## Caratteristiche

Mappa del quartiere
1: Chiesa parrocchiale
2: Asilo nido
3: Scuola materna
4: Scuola elementare
5: Scuola media
6: Centro civico
7: Supermercato
8: Piscina Sant'Abbondio
9: Centrale termica.

Il quartiere si estende su un'area di 248345 m² e ha una cubatura totale di 620400 m³.
Si riconoscono tre grandi isolati, separati dalle due strade principali, e serviti al loro interno dalla viabilità locale. I tipi edilizi, variamente disposti, sono due: le case in linea, di cinque piani, e gli edifici isolati a torre, di nove piani.
L'elemento qualificante del quartiere è il centro civico, comprendente attrezzature pubbliche, commerciali, culturali e religiose, e caratterizzato da una piazza pedonale sopraelevata. La dotazione di servizi è completata da svariati edifici scolastici e da una piscina.

## Infrastrutture e trasporti
Il quartiere è stato raggiunto dalla metropolitana di Milano (linea M2) con la fermata Abbiategrasso Chiesa Rossa, capolinea sud-est della linea inaugurato nel 2004. È raggiunto anche dalle linee tramviarie di competenza ATM.

### Fonti
- Maurizio Grandi e Attilio Pracchi, Milano. Guida all'architettura moderna, Bologna, Zanichelli, 1998  [1980], ISBN 88-08-05210-9.
- Raffaele Pugliese (a cura di), La casa popolare in Lombardia. 1903-2003, Milano, Unicopli, 2005, ISBN 88-400-1068-8.

### Ulteriori approfondimenti
- A. Erba, Il Quartiere Chiesa Rossa di Milano, in Edilizia Popolare, n. 52, maggio-giugno 1963,  pp. 46-49, ISSN 0422-5619 (WC · ACNP).
- Antonio Iosa, I quartieri di Milano, Milano, Circolo Perini, 1970,  pp. 255-256, ISBN non esistente, SBN SBL0433130.